# Micromus jacobsoni
Micromus jacobsoni är en insektsart som beskrevs av Peter Esben-Petersen 1926. 
Micromus jacobsoni ingår i släktet Micromus och familjen florsländor. Inga underarter finns listade i Catalogue of Life.